# 迪爾伍德鎮區 (明尼蘇達州基特遜縣)
迪爾伍德鎮區（英語：Deerwood Township）是位於美國明尼蘇達州基特遜縣的一個行政鎮區。

## 歷史
迪爾伍德鎮區於1888年設立，得名當地常見的鹿和林地。

## 地方資料
迪爾伍德鎮區的面積為92.15平方千米，當中陸地面積為92.01平方千米，而水域面積為0.14平方千米。根據2020年美國人口普查的數據，當地共有人口143人，而人口密度為每平方千米1.55人。